# Sovam

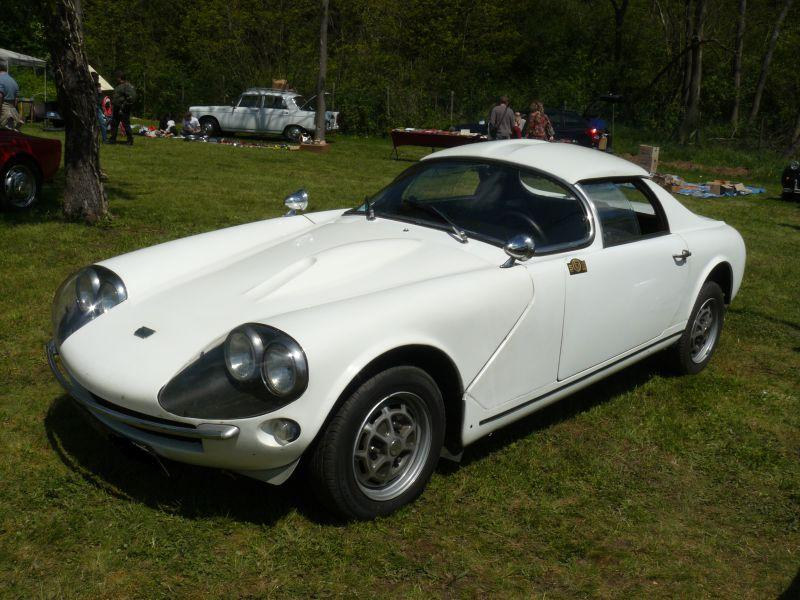
Sovam 1100S.

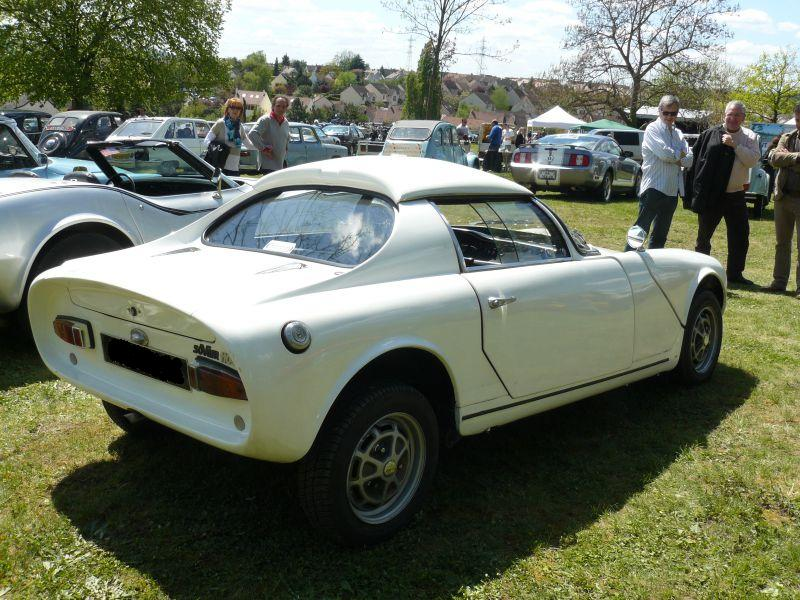
Sovam 1100S.

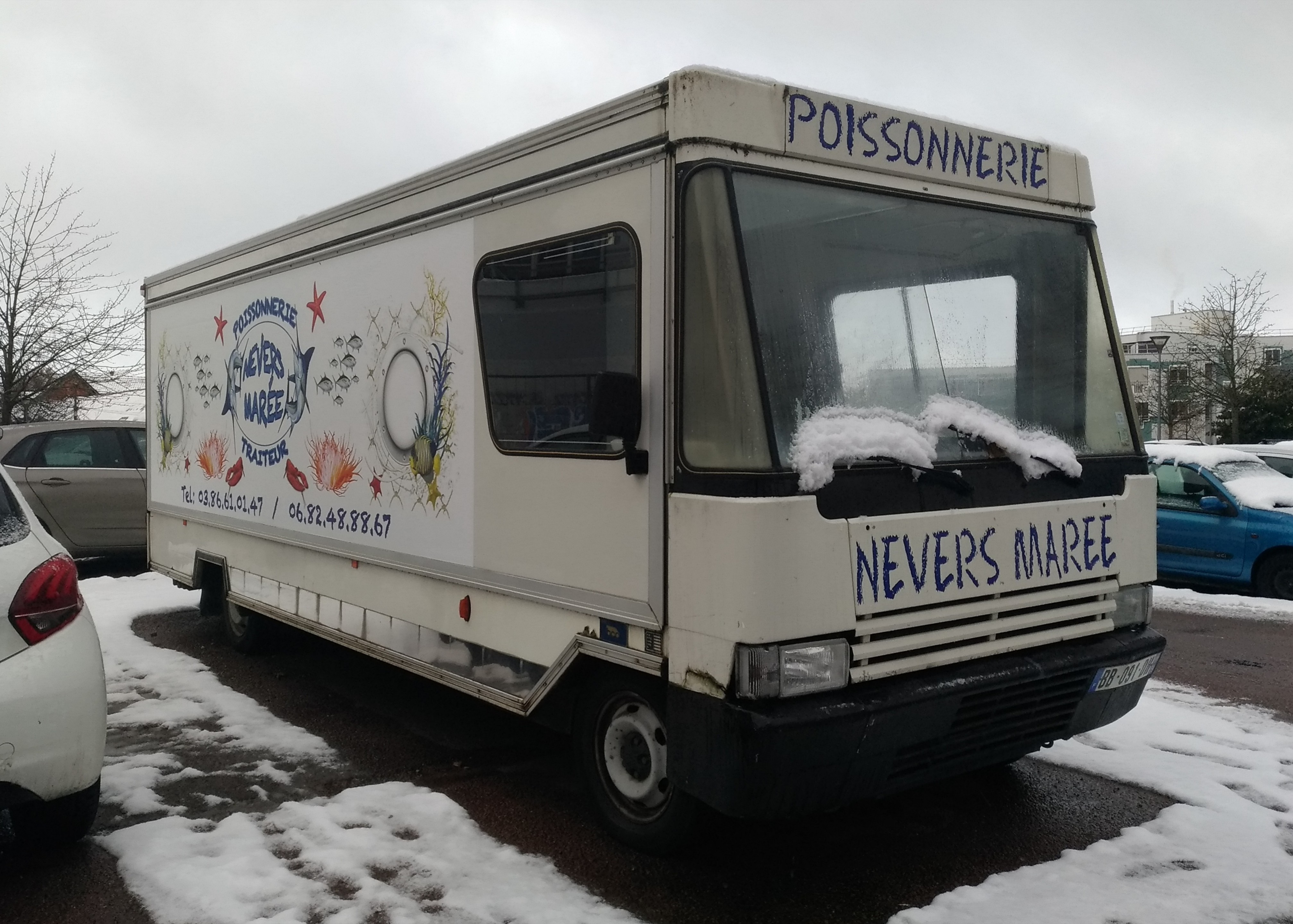
Citroen C25 modifié par Sovam.

La SOVAM (SOciété des Véhicules André Morin) est une entreprise française spécialisée dans l'équipement aéroportuaire. Elle possède un passé de constructeur automobile.

## Historique
En 1955, André MORIN, fils de Robert MORIN propriétaire d’un petit atelier de carrosserie automobile fondé en 1930, s’installe à Chatillon sur Thouet (79), à l’emplacement actuel de la société. Il crée en 1960, la SOVAM : SOciété de Véhicules André Morin. En 1962, l'atelier se spécialise dans la construction et la commercialisation de camions magasins sous la désignation ETALMOBIL, en partenariat avec CITROËN, PEUGEOT et RENAULT.
En 1964, la société qui possède un effectif de 200 personnes commercialise son premier véhicule utilitaire. Le VUL (Véhicule Ultra Léger) possède carrosserie polyester sur un châssis de Renault 4 raccourci et est destiné aux marchands ambulants et est utilisé à Paris pour la livraison de journaux. En 1965, en collaboration avec Jacques Durand son maquettiste, la toute première voiture de sport SOVAM est créée. Elle repose également sur un châssis Renault 4 avec un moteur Dauphine de 850 cm3. 
En 1965, SOVAM participe pour la première fois au Salon de l'Auto à Paris. Elle y expose ses camions magasins et sa voiture sportive. C'est le vif intérêt suscité par le public pour ce coupé sport qui incite la marque à débuter la fabrication de ce dernier. La société se fait également remarquer par les représentants du trafic aéroportuaire et décroche ses premières commandes de véhicules de servitude aéroportuaire. 10 bus de piste SOVAM seront mis en service pour transporter l'équipage de la compagnie Air France et 12 autobus gros gabarits pour le transport des passagers de l'aéroport d'Orly.   
Fort d'une maîtrise parfaite de la réalisation d'éléments de carrosserie en polyester, une caisse est fabriquée et posée sur un ensemble châssis/mécanique de Renault 4, on notera au passage le pare-brise utilisé qui est celui d'une Renault Floride mais inversé. La ligne de la Sovam est extrêmement sportive et séduisante mais son moteur de 850 cm3 reste bien frêle, toutefois proposée à moins de 10.000 francs, elle a su tirer son épingle du jeu et trouver une petite clientèle.
Rapidement, la société va se rendre compte que son tarif est trop bas, dès 1966, elle passe à 12.800 francs, pour justifier cette augmentation, la finition est améliorée et un moteur 1100 cm3 est proposé en plus, la rendant de ce fait plus sportive.
En 1967 est proposé le 1255 cm3 de la Renault 8 Gordini, le bloc développe 103 chevaux, est équipé d'une boîte à 5 rapports et permet à la petite Sovam d'atteindre 195 km/h, une performance très intéressante pour une voiture de cette catégorie. Ce modèle sera récompensé par le grand prix de l'art et de l'industrie automobile.
Si le succès d'estime du coupé à traction avant basé sur une plateforme de Renault 4 est indéniable, son manque d'image est flagrant face à Matra et Alpine qui proposent des modèles plus sportifs à propulsion et qui inscrivent en plus leurs noms dans le monde médiatique de la compétition automobile.
1968 signe l'arrêt de la production de voitures pour SOVAM. Ce ne sont pas moins de 160 unités des sportives SOVAM qui auront été produites et ont permis à la société d'obtenir la Médaille d'Or de l'Art et de l'Industrie lors du Salon de l'auto en 1967. Le coupé Sovam est resté marginal par rapport à la construction des véhicules-magasins. La société existe toujours et fabrique des produits destinés aux aéroports comme des passerelles roulantes et des véhicules spécifiques.

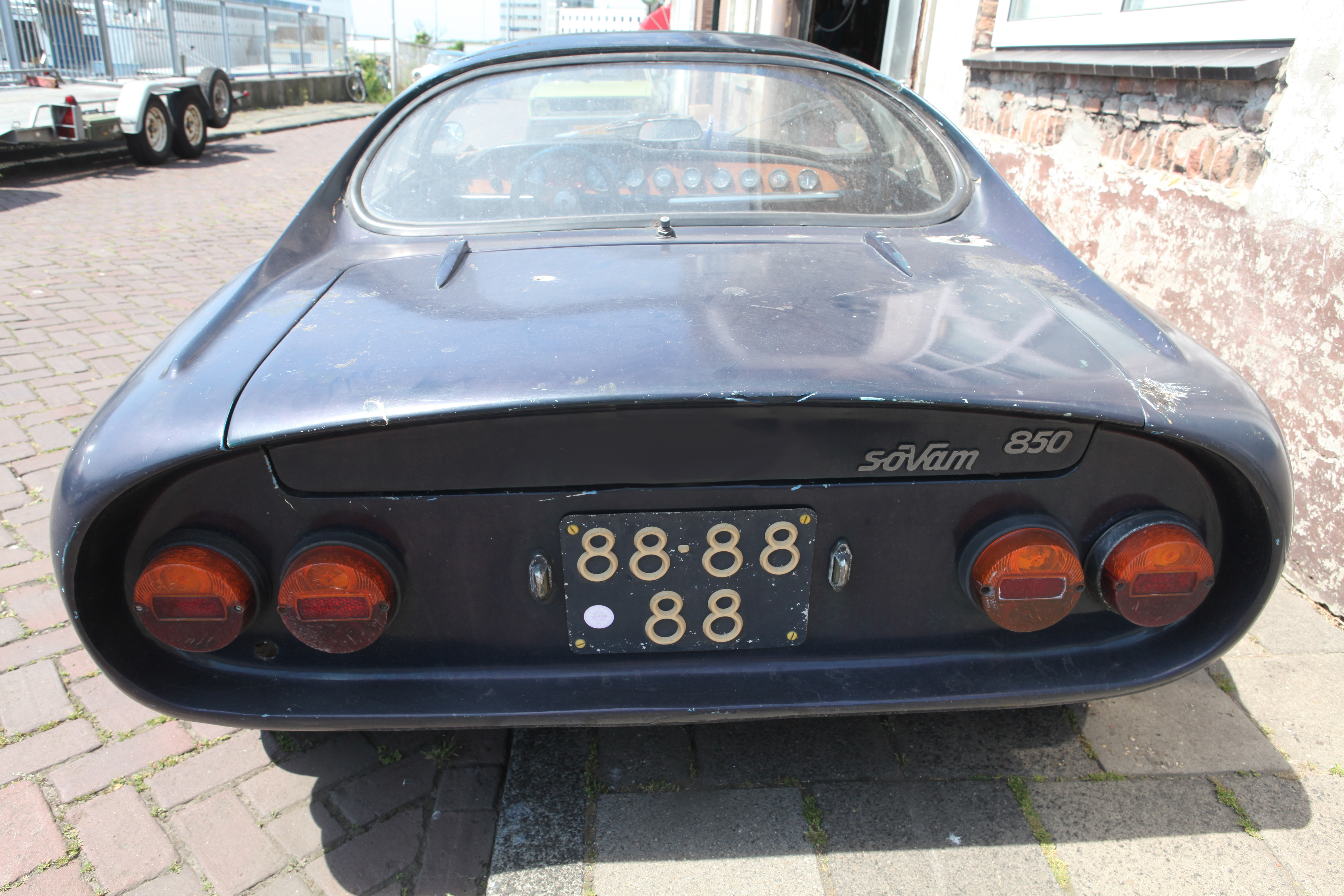
La Sovam 1966.
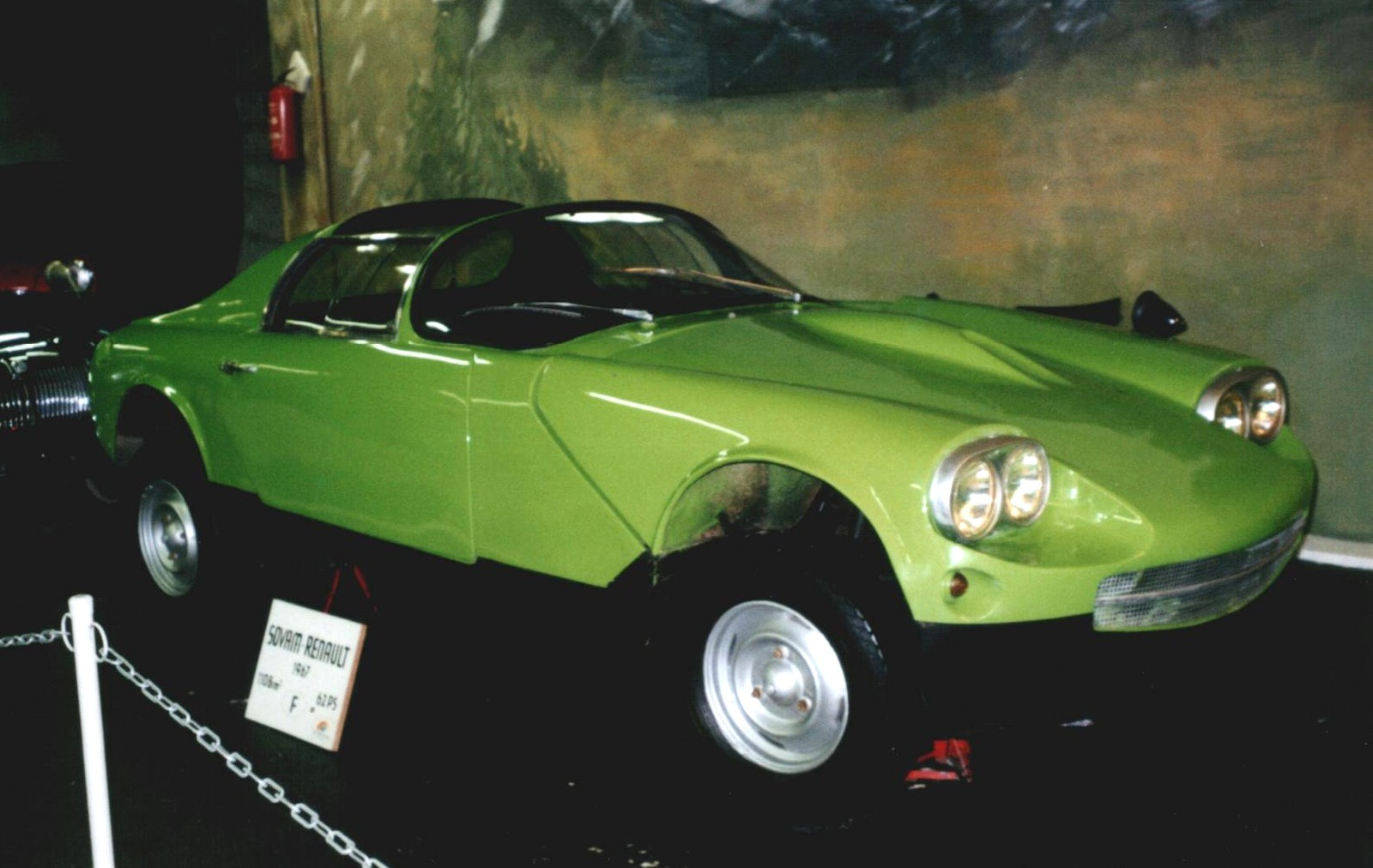
La Sovam de 1967.
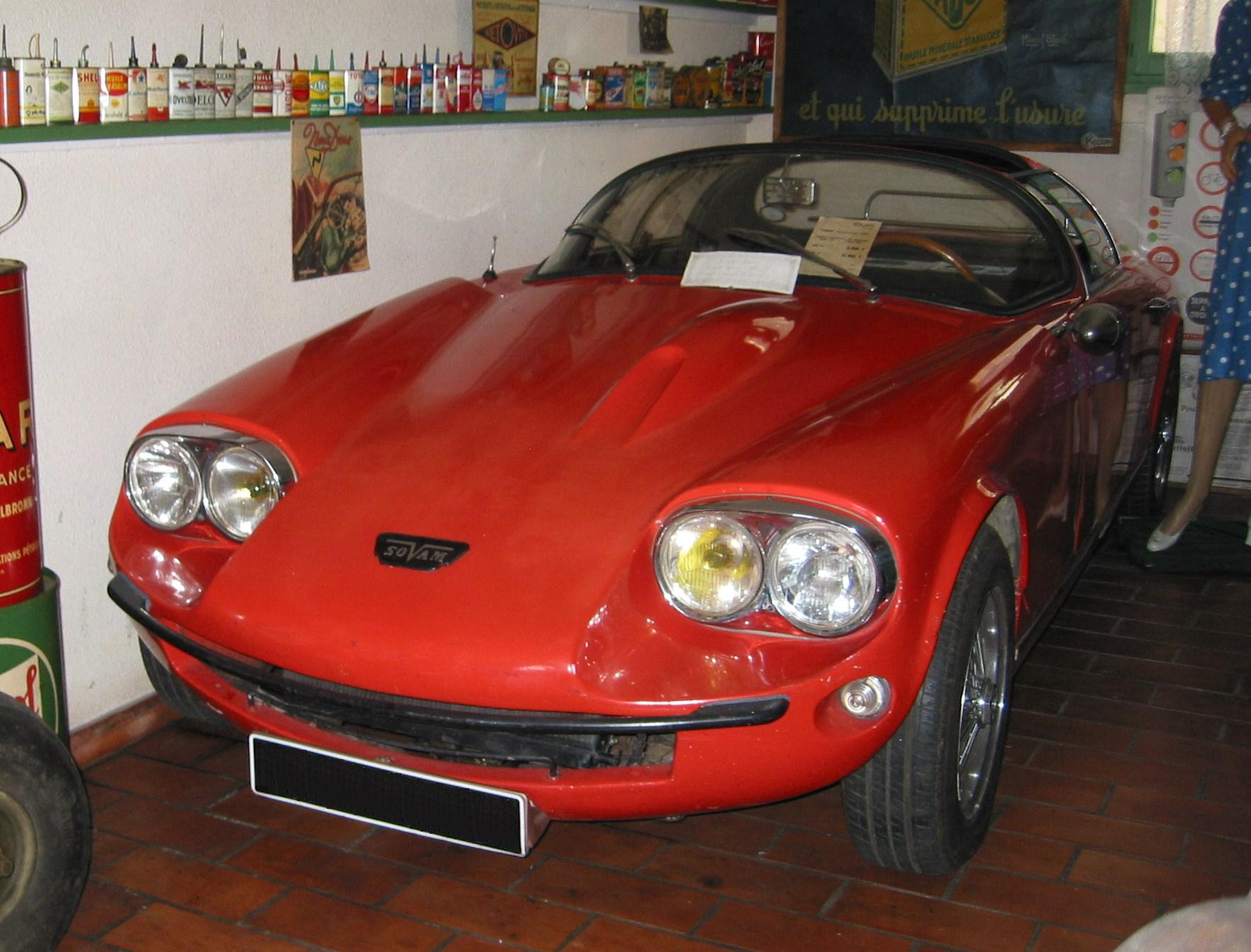
La Sovam de 1968.

André Morin est décédé en 2018.
L'activité d'équipement d'aéroport débute au milieu des années 1970, les produits de catering, maintenance, fret, les passerelles, escaliers, etc. deviennent alors le métier principal de l'entreprise.
Dans le milieu des années 1980, la Sovam construit pour M. André Goldman le premier modèle d'un véhicule militaire, le Sovamag TC10 (SOVAM André Goldman). Il sera à partir de 1988 fabriqué industriellement et principalement pour l'export dans la toute nouvelle usine de Techni Industrie à Bonchamp-lès-Laval (Mayenne), SOVAMAG devient alors SOciété des Véhicules Automobiles Michel André Goldman.
À partir de 1992, la production est transférée vers l'usine Auverland de Saint-Germain-Laval (Loire). Le nom de la marque restera un rappel au premier modèle.

## Équipement de soutien au sol
En 1968, la fabrication d'équipement aéroportuaire SOVAM se développe au point que la construction d'une seconde usine SOVAM est nécessaire. L'entreprise compte alors 300 salariés dans ses effectifs.
En 1974, l'Aéroport de Roissy Charles de Gaulle ouvre ses portes et SOVAM en devient le fournisseur d'équipements. 
1978 - 1981 : En partenariat avec un groupement d’entreprises internationales, la société SOVAM équipe entièrement l’aéroport de Madagascar. 
1979 : Développement de l’AEROBUS grâce au soutien du Secrétariat d’Etat à la Recherche. Après des essais intensifs d’un an sur l’Aéroport de ROISSY CDG, l’AEROBUS/SHUTTLE LIFT nommé AL150, obtient un grand succès au Salon International de l’Aéronautique de Paris.
1980 : Construction du premier véhicule militaire à la demande d’André Goldman, le Sovamag TC10. Le Sovamag équipe l’Armée de l’Air.
1982 : La SOVAM remporte le « Challenge National de l’entreprise Innovatrice » notamment avec la création et la diversification de ces produits SOVAM AIR.
1993 : La première passerelle mobile vitrée au monde, est livrée et mise en service à l'Aéroport International de Nice Côte d’Azur.
1994 : Séparation des activités, le département « véhicules spéciaux et véhicules magasin » devient
ETALMOBIL S.A. et celui des « équipements aéroportuaires GSE » devient SOVAM INTERNATIONAL.
2000 : Construction du premier escalier passager automoteur et aérotransportable conditionnable en quarante-cinq minutes.
2006 : Construction et inauguration de la première passerelle télescopique à l’Aéroport de Roissy Charles de Gaulle pour accueillir l’A380 dont les dimensions sont inédites à l’époque. SOVAM présente également son prototype de camion hôtelier (catering) CT50H A380 qui, en 2009, assurera l’avitaillement lors de l’escale du premier vol commercial de l’AIRBUS A380.
2009 : SOVAM S.A. innove avec EASYMOV’X, une plateforme élévatrice multidirectionnelle à motorisation électrique et quatre roues à galets, pour les ateliers de peinture d’Airbus France.
2010 : Développement et création de la gamme EASY, présentant la particularité de posséder le même châssis et équipements sur toute la gamme GSE.
2017 : SOVAM intègre le fonds d’investissement Irlandais Abbey International Finance.

## Produits
SOVAM propose une gamme de produits d'équipements aéroportuaires complète pour assurer les activités de soutien au sol :
- Tracteurs à bagages
- Tracteurs d'avions
- Camions hôteliers
- Camion d'assistance aux PMR
- Plateformes de maintenance
- Escaliers passagers
- Véhicules sanitaires (ravitailleur et vides-toilettes)
- Chargeurs de fret

SOVAM dispose également d'une gamme adaptée aux besoins des forces armées : 
- Chargeurs légers
- Tracteur d'avions aérotransportables
- Tracteurs à bagages aérotransportables
- Escaliers passagers aérotransportables
- Plateformes de maintenance
- Chargeurs de fret aérotransportables
- Tracteurs de pont d'envol